# 忍者戰士飛影
《忍者戰士飛影》是日本的機器人動畫。由日本電視系在1985年10月6日至1986年7月13日播放電視動畫，本編全41話，總集編2話。

## 登場人物
真野·錠（ジョウ・マヤ）
配音：井上和彥（日本）；林保全（香港）
蕾妮·艾（レニー・アイ）
配音：日高範子（日本）；林元春（香港）
(Lennie_Ai レニー・アイ, Renī Ai)
她是居住在火星上的拓荒者氣眼的女兒，是真野的青梅竹馬，也是一個意志堅強的小子（這種性格與她的母親相似）。他捲入了戰鬥，但後來進入了 Houraitaka。迷戀上了真野。她性格開朗、善解人意，也有愛哭、固執的一面。最重要的是，他有嫉妒的一面，當他偷看真野與羅美娜的關係時，他會排斥它並經常破壞策略。
據平野俊博介紹，蕾妮的著裝是一件高筒緊身連衣褲，外面套了一件 T 恤，但在動畫中，襯衫的長度被加長了，背景也變成了迷你裙。這是出於內褲不可見的考慮，但平野評論道，“我解釋了很多次，這是緊身衣，不是內褲，但他們不聽。”
羅美娜·拉德里奧
配音：島本須美（日本）；樂蔚（香港）Romina Ladorio
(ロミナ・ラドリオ, Romina_Radorio)
Radorio星球的公主。為了尋找傳說中的忍者，拜訪了亞歷山大的太陽系。為了阻止伊博雷站在敵人一邊，他表現出親自駕駛戰鬥機戰鬥的勇氣，但他也有頑固的一面，這（儘管是暫時的）導致喬和他的女友之間發生衝突和隔閡。這就足夠了被紗芙斥責。
另一方面，在聯邦軍戒嚴令亞歷山大無法進入的情況下，即使燃料所剩無幾，但這種固執也是有用的。我選擇了攜帶為我的孩子接種疫苗。由於這一舉動，輿論將真野的行為解釋為善意，並在整個地球上傳播了超越計算行為的惡意解釋的支持，並且從地面上的聯邦部隊中，Boom Army攻擊了亞歷山大。它成為了人們自願支持他們的機會。
麥克·科爾（マイク・コイル）
配音：菊池正美（日本）；馮錦堂（香港）

配音：佐藤政道（日本）；黃健強（香港）
伊博雷·薩羅（イルボラ・サロ）
配音：堀内賢雄（日本）；馮永和（香港）
莎樂宰相（シャルム・ベーカー）
配音：山田榮子（日本）；蔡惠萍（香港）
阿勒大帝（アネックス・ザ・ブーム）
配音：岡部政明（日本）；周鸞（香港）
夏沙特·帕夏（ハザード・パシャ）
配音：青野武（日本）；源家祥（香港）

## 各話一覽
| 話數 | 標題                           | 脚本                                            | 分鏡                                            | 演出                                            | 作畫監督                                                                                  |
| ---- | ------------------------------ | ----------------------------------------------- | ----------------------------------------------- | ----------------------------------------------- | ----------------------------------------------------------------------------------------- |
| 1    | 開かれた扉                     | 渡邊由自                                        | 鳥海永行                                        | 池上和彦                                        | 大坂竹志                                                                                  |
| 2    | 未知との出会い                 | 富田祐弘                                        | 鴫野彰                                          | 鴫野彰                                          | 八幡正                                                                                    |
| 3    | 傷だらけの姫君                 | 園田英樹                                        | 八尋旭                                          | 林正實                                          | 松下佳弘                                                                                  |
| 4    | 伝説の忍者                     | 渡邊由自                                        | 天海ひろし                                      | 天海ひろし                                      | 田中保                                                                                    |
| 5    | 極冠新たなる試練               | 高屋敷英夫                                      | 横山廣行                                        | 池上和彦                                        | 池上裕之                                                                                  |
| 6    | 戦いのブリザード               | 園田英樹                                        | 鴫野彰                                          | 鴫野彰 林正實                                   | 島田英明                                                                                  |
| 7    | 勇者達の掟                     | 富田祐弘                                        | 石山貴明                                        | 石山貴明                                        | 大坂竹志                                                                                  |
| 8    | さまよえる戦士たち             | 高屋敷英夫                                      | 天海ひろし                                      | 天海ひろし                                      | 松下佳弘                                                                                  |
| 9    | 別れの咆哮                     | 園田英樹                                        | 横山廣行                                        | 林正實                                          | 田中保                                                                                    |
| 10   | 歩みよる魂                     | 富田祐弘                                        | 秋本たかし                                      | 池上和彦                                        | 池上裕之                                                                                  |
| 11   | 悪魔の囁き                     | 久島一仁                                        | 鴫野彰                                          | 天海ひろし                                      | 大坂竹志                                                                                  |
| 12   | 訣別の時                       | 久島一仁                                        | 石黑昇                                          | 石黑昇                                          | 島田英明                                                                                  |
| 13   | 激流の運命                     | 日高麗                                          | 八尋旭                                          | 八尋旭                                          | 大坂竹志 八幡正 松下佳弘 田中保 時矢義則                                                  |
| 14   | 疑惑の断章                     | 久島一仁                                        | 八尋旭                                          | 八尋旭                                          | 池上裕之 松下佳弘 八幡正 島田英明 時矢義則                                                |
| 15   | 故郷、遥か遠く                 | 渡邊由自                                        | 林正實                                          | 林正實                                          | 池上裕之                                                                                  |
| 16   | 望まれぬ帰還                   | 高屋敷英夫                                      | 天海ひろし                                      | 天海ひろし                                      | 時矢義則                                                                                  |
| 17   | 断ち消えぬ友情                 | 園田英樹                                        | 石山貴明                                        | 秋本たかし                                      | フランク茶谷                                                                              |
| 18   | 誇り高き戦士                   | 富田祐弘                                        | 八尋旭                                          | 林正實                                          | 田中保                                                                                    |
| 19   | 立ちはだかる者                 | 渡邊由自                                        | 横川臣孝                                        | 片山一良                                        | 池上裕之                                                                                  |
| 20   | 焦躁の果てに                   | 渡邊由自                                        | 天海ひろし                                      | 天海ひろし                                      | 田中保                                                                                    |
| 21   | 震撼する宇宙                   | 高屋敷英夫                                      | 横川臣孝                                        | 佐山力                                          | 岡田一志                                                                                  |
| 22   | 希望への脱出                   | 園田英樹                                        | 秋本たかし                                      | 秋本たかし                                      | 青柳重美                                                                                  |
| 23   | 印された道標                   | 渡邊由自                                        | 林正實                                          | 林正實                                          | 池上裕之                                                                                  |
| 24   | 舞い降りた翼                   | 高屋敷英夫                                      | 天海ひろし                                      | 天海ひろし                                      | 杉山東夜美                                                                                |
| 25   | 束の間の出会い                 | 富田祐弘                                        | 八尋旭                                          | 秋本たかし                                      | 垣野內成美                                                                                |
| 26   | 大いなる胎動                   | 渡邊由自                                        | 横川臣孝                                        | 横川臣孝                                        | ゆうきなつみ                                                                              |
| 27   | 変わりゆく風                   | 高屋敷英夫                                      | 新林實                                          | 新林實                                          | 時矢義則                                                                                  |
| 28   | 新たなる目覚め                 | 渡邊由自                                        | 吉田浩                                          | 村山靖                                          | 羽原信義                                                                                  |
| 29   | 忘れられた17歳                 | 園田英樹                                        | 天海ひろし                                      | 天海ひろし                                      | 杉山東夜美                                                                                |
| 30   | 閉ざされた伝説                 | 久島一仁                                        | 秋本たかし                                      | 秋本たかし                                      | 池上裕之                                                                                  |
| 31   | それぞれの惑い                 | 渡邊由自                                        | 石山貴明                                        | 石山貴明                                        | 田中保                                                                                    |
| 32   | 果てしなき苦闘                 | 高屋敷英夫                                      | 横川臣孝                                        | 横川臣孝                                        | 坂本恵美                                                                                  |
| 33   | たった一人の暴走               | 富田祐弘                                        | 八尋旭                                          | 新林實                                          | 山本哲也                                                                                  |
| 34   | 女忍者・紅影                   | 園田英樹                                        | 天海ひろし                                      | 天海ひろし                                      | 杉山東夜美                                                                                |
| 35   | 細やかな亀裂                   | 久島一仁                                        | 津田義三                                        | 津田義三                                        | 池上裕之                                                                                  |
| 36   | 崩された威信                   | 渡邊由自                                        | 鴫野彰                                          | 秋本たかし                                      | 田中保                                                                                    |
| 37   | 迫り来る野望                   | 高屋敷英夫                                      | 石山貴明                                        | 横川臣孝                                        | 工藤柾輝                                                                                  |
| 38   | 果たされた和睦                 | 富田祐弘                                        | 石山貴明                                        | 石山貴明                                        | 時矢義則                                                                                  |
| 39   | 決死の攻防戦                   | 園田英樹                                        | 八尋旭 新林實                                   | 新林實                                          | 八幡正                                                                                    |
| 40   | 侵略の終焉                     | 久島一仁                                        | 駒野圭史                                        | 八尋旭 青木佐恵子                               | 杉山東夜美                                                                                |
| 41   | もうひとつの扉                 | 渡邊由自                                        | 八尋旭                                          | 石山貴明                                        | 垣野內成美                                                                                |
| 42   | 彼方よりの軌跡（総集編・前編） | 久島一仁（構成・監修） 新林實（構成・監修）     | 久島一仁（構成・監修） 新林實（構成・監修）     | 久島一仁（構成・監修） 新林實（構成・監修）     | 大坂竹志 池上裕之 杉山東夜美 時矢義則 山本哲也 大張正己 垣野內成美 田中保 八幡正 松下佳弘 |
| 43   | 見果てぬ銀河（総集編・後編）   | 久島一仁（構成・監修） 青木佐恵子（構成・監修） | 久島一仁（構成・監修） 青木佐恵子（構成・監修） | 久島一仁（構成・監修） 青木佐恵子（構成・監修） | 大坂竹志 池上裕之 杉山東夜美 時矢義則 山本哲也 大張正己 垣野內成美 田中保 八幡正 松下佳弘 |

## 遊戲
《忍者戰士飛影》沒有推出獨立遊戲，但曾出現在超級機器人大戰系列中。以下是參戰作品: 
超級機器人大戰COMPACT2  (日文: スーパーロボット大戦COMPACT2 )
首次登場作品。
超級機器人大戰IMPACT (日文: スーパーロボット大戦IMPACT)
『COMPACT2』的外篇。
超級機器人大戰UX (スーパーロボット大戦UX)

超級機器人大戰X-Ω (日文: スーパーロボット大戦X-Ω)
手機遊戲作品

## 外部連結
- Studio Pierrot（日語）